# ルーツプロモーション
株式会社ルーツプロモーション（英: Roots promotion Inc.）は、福岡県に拠点を構えるイベントコンパニオン・キャンペーンガール派遣事務所。

## 概要
福岡を拠点とし、九州・中国地方を中心にイベントコンパニオン・キャンペーンガール・モデルのキャスティングを始め、イベントの企画・運営などのセールスプロモーション広告業務を行う総合プロダクション。
各種イベント・展示会等の企画・制作・運営・人材のキャスティングなど、イベント・セールスプロモーションにおいて不可欠な人材協力を行う。
マネジメント事業として、モデル・イベントコンパニオンの立ち振る舞い、言動等、人材発掘から教育まで行っている
法人番号：8290001079948。